# Marius Zibolis
Marius Zibolis (14 de octubre de 1974-18 de enero de 2023) fue un deportista lituano que compitió en golbol. Ganó tres medallas en los Juegos Paralímpicos de Verano entre los años 2000 y 2020.

## Palmarés internacional
| Juegos Paralímpicos | Juegos Paralímpicos | Juegos Paralímpicos | Juegos Paralímpicos |
| Año                 | Lugar               | Medalla             | Competición         |
| ------------------- | ------------------- | ------------------- | ------------------- |
| 2000                | Sídney (Australia)  | Medalla de plata    | Torneo masculino    |
| 2008                | Pekín (China)       | Medalla de plata    | Torneo masculino    |
| 2020                | Tokio (Japón)       | Medalla de bronce   | Torneo masculino    |